# Vylodění v Itálii
Vylodění v Itálii byla vojenská operace v období 2. světové války, kterou provedli Spojenci ve dnech 3.–16. září 1943. Obojživelné vylodění na pevninskou Itálii uskutečnila skupina spojeneckých armád skládající se z 8. britské armády generála Bernarda Montgomeryho a americké 5. armády generála Marka W. Clarka; následovalo úspěšnou spojeneckou invazi na Sicílii.

## Spojenecké jednotky
V září 1943 disponovali již Spojenci v oblasti Středozemního moře nemalými silami. Bylo zde soustředěno celkem 40 spojeneckých divizí, z toho 27 britských, 9 amerických a 4 francouzské. V pohotovosti bylo i 3127 letounů, které byly připraveny zajistit vojákům vzdušnou podporu.
V plánech na invazi do Itálie se počítalo s vyloděním 5. americké armády v Salernském zálivu jižně od Neapole, dále s přepravou 8. britské armády pod velením generála Bernarda Montgomeryho přes Messinský průliv a jejím následným vyloděním v prostoru Reggia di Calabria.
Dále se počítalo s dopravou britské 1. paradesantní divize do prostoru Tarentu. Toto vylodění však proběhlo až týden po zahájení samotné operace.

## Vylodění
3. září 1943 ráno se přes Messinský průliv začaly přepravovat 5. britská a 1. kanadská divize 8. britské armády pod velením Bernarda Montgomeryho. Po hladkém vylodění spojenecké jednotky téměř beze ztrát obsadily Reggio di Calabria a okamžitě zahájily postup na sever. Postup však byl velmi pomalý, i když spojenecké jednotky nenarážely téměř na žádný odpor. Z tohoto důvodu mohly německé jednotky spořádaně ustupovat na sever a ničit vše, co mohlo zrychlit postup Spojenců. Z tohoto důvodu britská 8. armáda postoupila do 8. září jen asi o 25 kilometrů.
9. září 1943 se v okolí Salerna začala vyloďovat 5. americká armáda generála Marka Clarka. Celá operace byla nanejvýš riskantní. V prvním sledu se vylodily pouze 3 pěší divize. To znamenalo, že počítáme-li 2 pěší divize generála Montgomeryho, které ale byly daleko na jihu, v Itálii bylo 5 spojeneckých divizí, proti nimž stálo 18 divizí nepřítele. I když v druhém sledu měly být vyloděny další 4 divize, stále byla operace velice nejistá a vyžadovala značnou dávku odvahy. Spojenci počítali s úspěchem hlavně díky své drtivé letecké převaze. Jak se ukázalo, kalkulace to byly správné.
Poté, co minolovky vyčistily vjezd do Salernského zálivu, začaly se vyloďovat první 3 divize 5. americké armády. Nepřítel byl zpočátku zticha, ale poté, co se první spojenecké jednotky dotkly nohama pevné půdy, spustila německá pobřežní obrana silnou palbu. Spojenci se pokusili postoupit kupředu, ale prudkou palbou nepřítele byli zahnáni zpět k pobřeží. V tuto chvíli se ukázalo, jak důležité je mít podporu ze vzduchu. Spojenecké letectvo záhy umlčelo německou palbu a tím dovolilo invazním jednotkám vytvořit pevné předmostí.
Do 11. září 1943 postoupila 26. americká divize asi 15 kilometrů do vnitrozemí a britské divize obsadily Salerno. Tentýž den, 9. září 1943 dopravil admirál Cunningham a jeho válečné lodě do tarentského přístavu 1. britskou paradesantní divizi. I tentokrát se jednalo o velice odvážný podnik. Celý vjezd do tarentského přístavu byl totiž zaminován a navíc se zde nacházely italské válečné lodě. Byl teprve 1. den po kapitulaci Itálie a nebyla jistota, že italské námořnictvo podmínky kapitulace dodrží. Akce nakonec dopadla relativně dobře. Divize byla vyloděna. Jedinou ztrátou byl britský křižník s 200 muži na palubě, který najel na minu a záhy se potopil.
Po těchto událostech byli Spojenci v Itálii pevně uchyceni na 3 místech: V Salernu, Tarentu a Reggio di Calabria.

## Součinnost Spojenců a Itálie
V plánech operace se počítalo i s možnými společnými akcemi Italů se Spojenci. Například Eisenhower navrhoval výsadek 82. vzdušné výsadkové divize v okolí Říma. Italský premiér Pietro Badoglio však Eisenhowerovi oznámil, že tato akce není možná. Dále upozorňoval, že by Spojenci stále ještě neměli vyhlašovat příměří s Itálií, protože to by mohlo vést ke svržení italské vlády a následnému obsazení Říma Němci.
Spojenci se však zachovali přesně opačně a 8. září vysílal londýnský rozhlas zprávu o vyhlášení příměří. Badoglio to tedy chtě nechtě musel udělat také.
To vedlo k tomu, že německé jednotky začaly odzbrojovat italské. Italové se nebránili. Pouze v prostoru Říma se italské jednotky dva dny bránily, ale potom byly i ony odzbrojeny. Badogliova vláda uprchla z Říma na jih, do Brindisi, které už bylo pod kontrolou Angličanů. Faktem však bylo, že v tuto chvíli už neměla prakticky žádnou moc.